# St. Michael (Brakel)

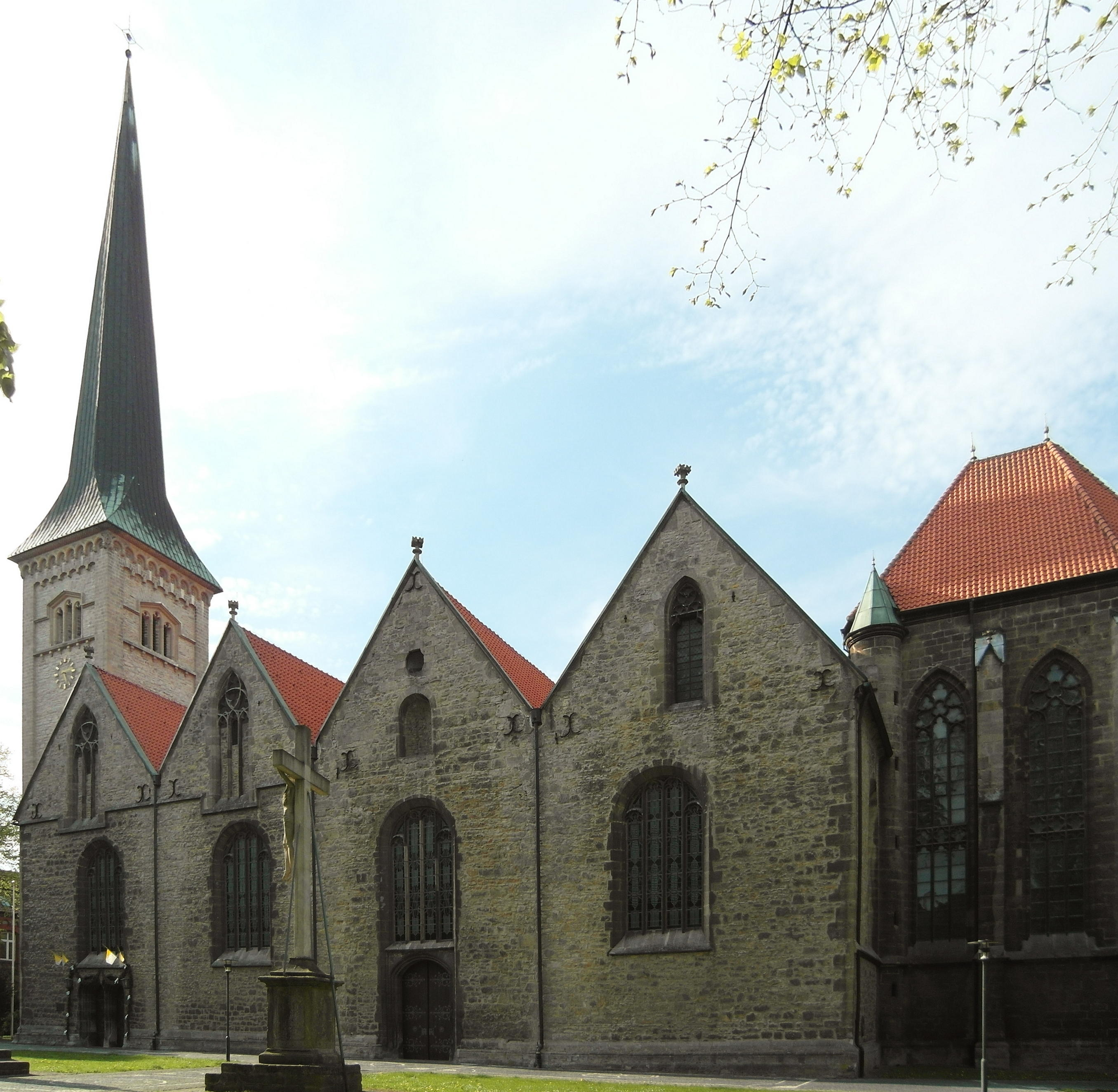
Pfarrkirche St. Michael

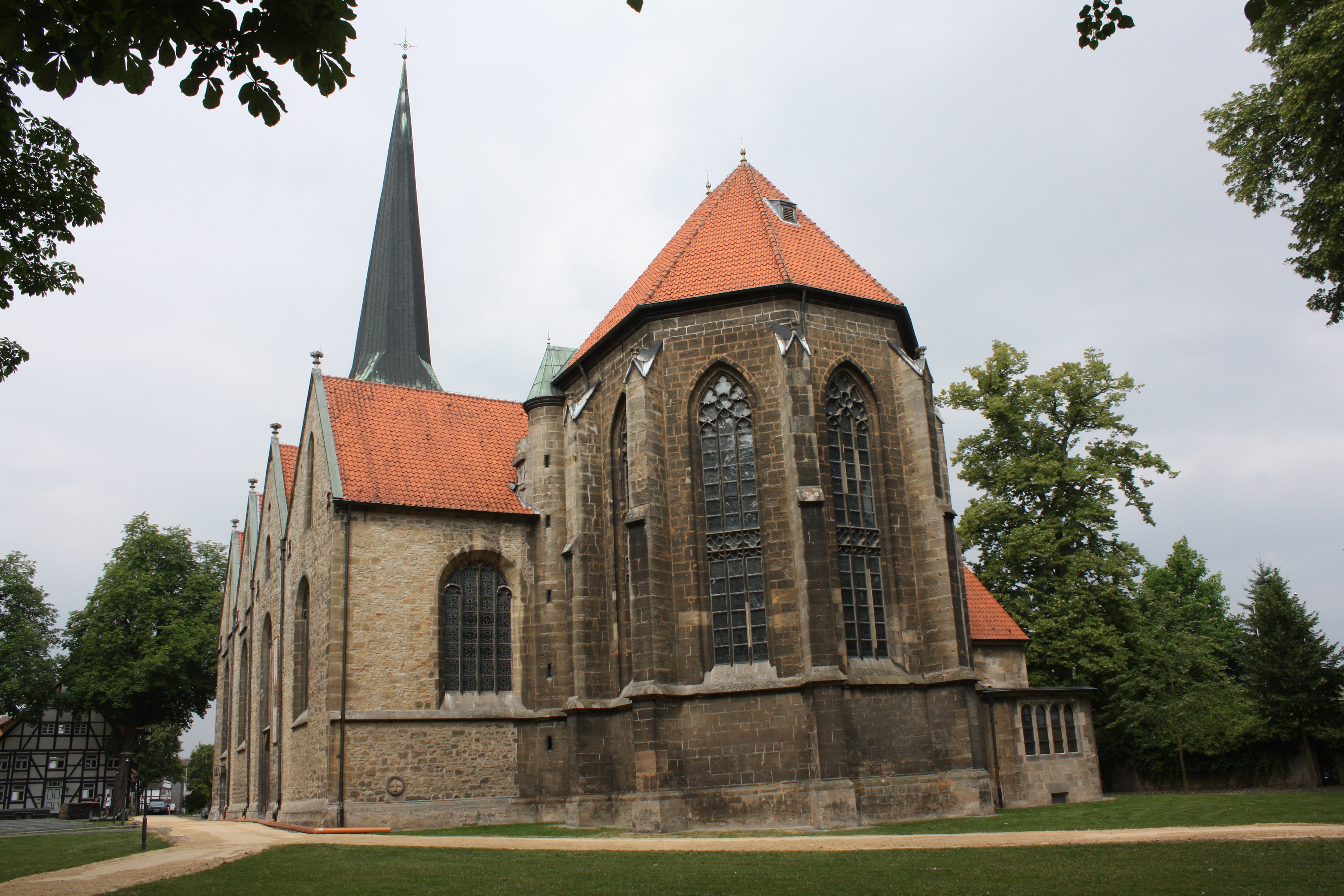
Choransicht

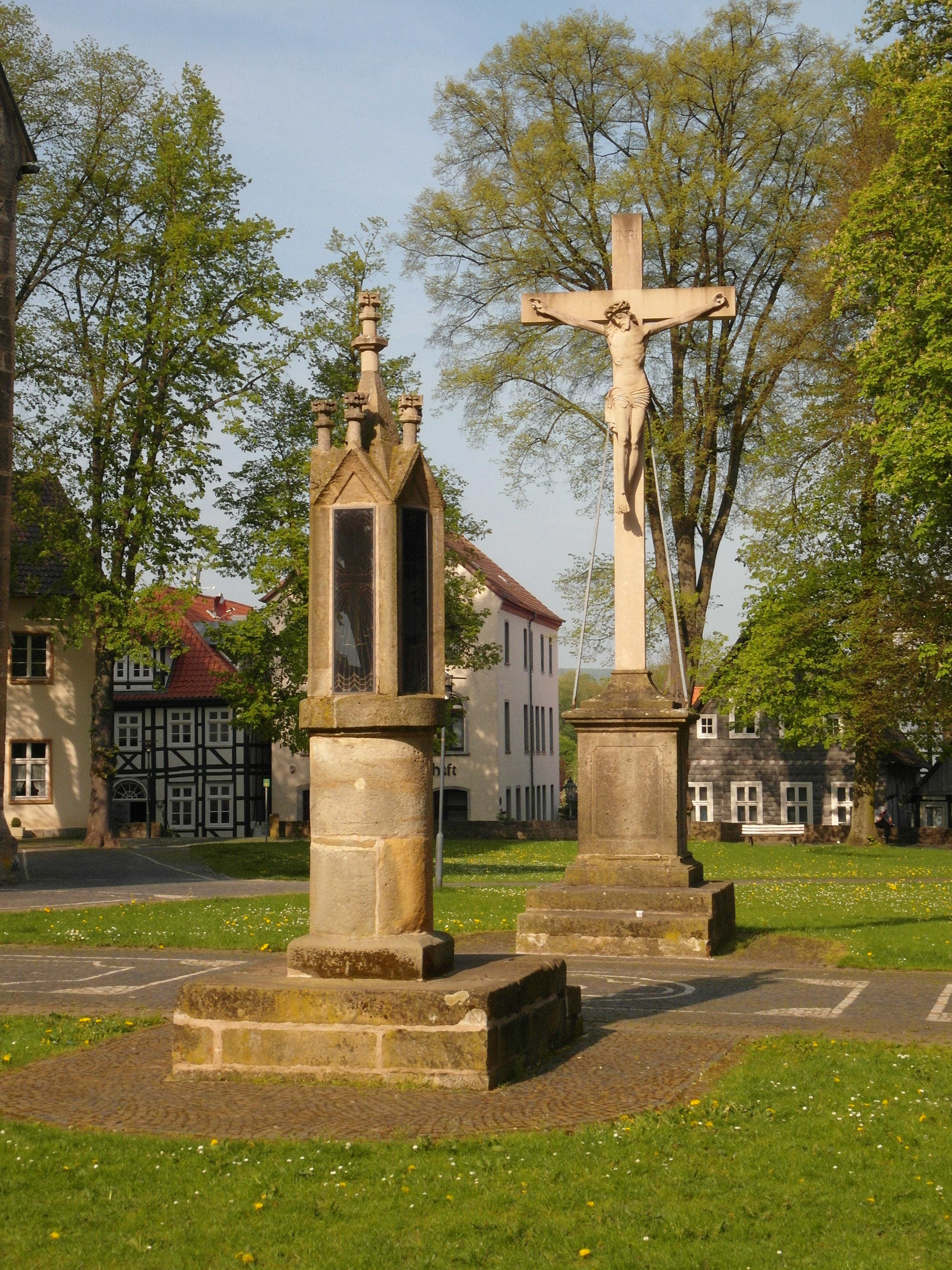
Steinlampe und -kreuz auf der Südseite der Kirche

Die römisch-katholische Pfarrkirche St. Michael ist ein denkmalgeschütztes Kirchengebäude in Brakel, im Kreis Höxter (Nordrhein-Westfalen). Die Gemeinde gehört zum ältesten kirchlichen Gemeindeverband im ehemaligen preußischen Bereich, dem Gemeindeverband Katholischer Kirchengemeinden Hochstift Paderborn. Der Verband wurde 1908 gegründet.

## Geschichte und Architektur
Im 14. und 15. Jahrhundert war der Pfarrer der Gemeinde immer ein Domherr, somit hatte die Kirche eine große Bedeutung für das Bistum Paderborn. In dieser Zeit wurde auch der Sitz des Archidiakonates von der Iburg nach Brakel verlegt.
Als Vorgängerbau wurde 1997 eine Saalkirche ergraben. Sie wurde im 9. bis 11. Jahrhundert mit einem eingezogenen Rechteckchor gebaut.
Eine kreuzförmige Gewölbebasilika ist der älteste Teil des gebundenen Systems, sie stammt aus der zweiten Hälfte des 12. Jahrhunderts und schließt mit einem dreiteiligen Staffelchor. Anstelle der romanischen Apsis wurde vor 1345 ein schmales Chorjoch im 5/8 Schluss angebaut, der Anbau der Nordsakristei erfolgte gleichzeitig. Nach einem Brand im Jahr 1517 wurde der südliche Nebenchor zur zusammen mit dem Südseitenschiff zur Hallenkirche umgestaltet. Der Turm wurde renoviert. Die Obergeschosse des Turms wurden von 1846 bis 1849 abgetragen und unter Einbeziehung der alten Turmwestwand wurde der Turm 1852 nach Plänen des Baumeisters Göken neu aufgemauert. Die Sakristei wurde um 1900 und 1927 erweitert. Der ursprünglich basilikale Aufbau ist an der Nordwestseite mit Teilen des romanischen Sockelprofils erhalten. Die Hauptansicht ist von der Quergiebelfassade geprägt. Schlanke gestufte Strebepfeiler bestimmen den Chor, sie sind mit Kreuzblumenbesatz geschmückt, hohe Maßwerkfenster von 1898 gliedern die Chorwände. Die Rippengewölbe im Chor ruhen über runden Vorlagen. Am südlichen Treppentürmchen ist eine Wartefuge erhalten. Die Maßwerkfenster in den westlichen Quergiebeln sind zum Teil zugesetzt. Der Scheibenkreuzstein in der Ostwand des Südschiffes ist mit 1335 bezeichnet. Die Kreuzgratgewölbe in der Vierung ruhen auf Vorlagen. Die Gewölbe im Mittelschiff ruhen zwischen Scheid- und Schildbögen, sowie Gurtbögen auf Vorlagen.  Die Fassung der Architekturglieder ist in grauer Farbe gehalten. Sie stammt vermutlich vom 16. Jahrhundert, sie wurde 1969 renoviert und ergänzt. An der Westwand zur ehemaligen Turmhalle wurde 1969 ein Weihekreuz freigelegt. Das eisenbeschlagene Türblatt der Spitzbogentür zur Sakristei wurde im 16. Jahrhundert gebaut. Die Ausgussnische in der Sakristei ist von der Mitte des 14. Jahrhunderts vom Vorgängerbau erhalten.
An der Außenseite im Süden befinden sich ein Steinkreuz von 1338 mit Inschrift sowie eine Steinlampe, die beide, wie die Kirche, unter Denkmalschutz stehen. Auf dem Friedhof ist eine Kreuzigungsgruppe ausgestellt.

## Ausstattung

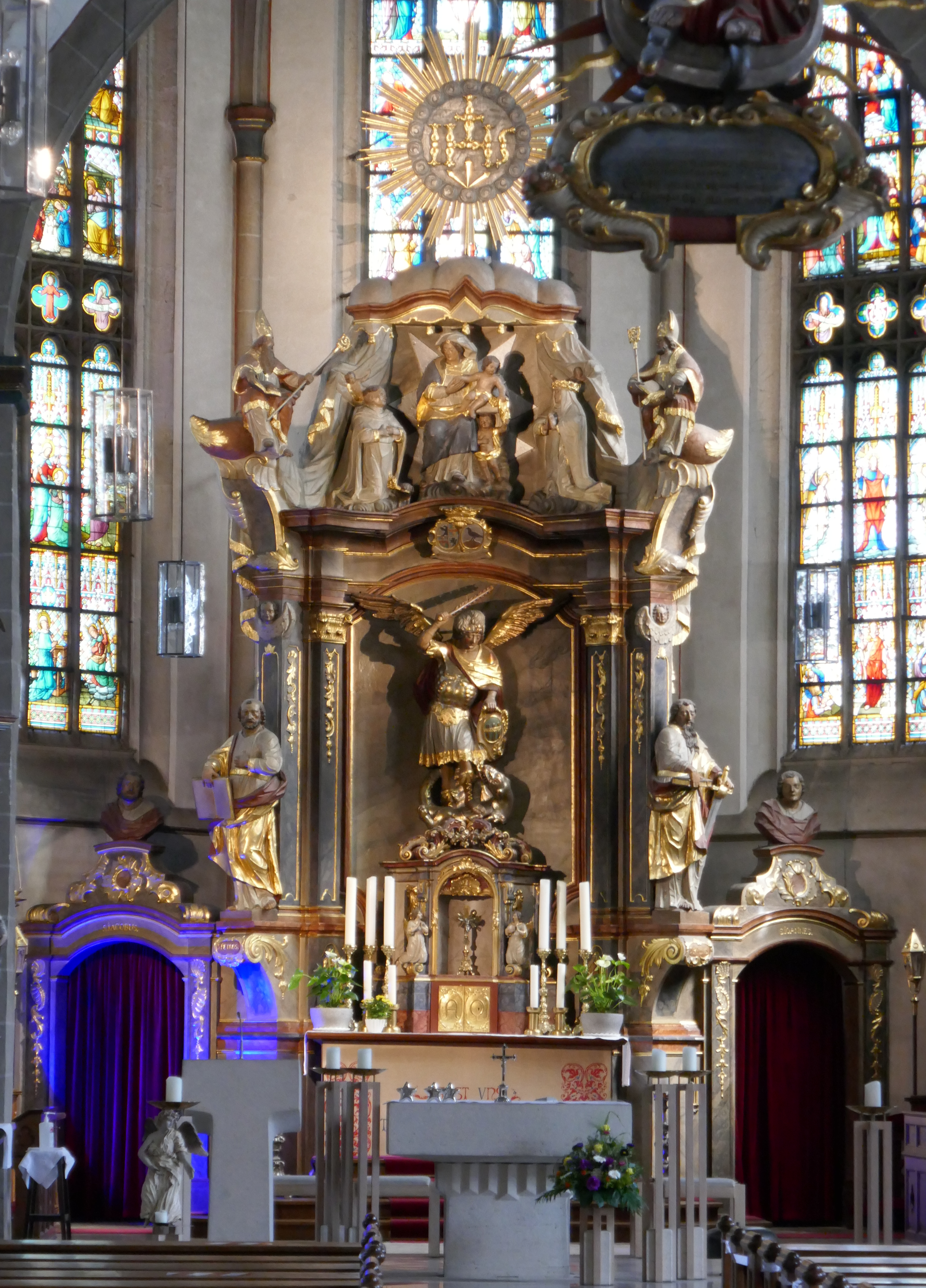
Hochaltar

Die Kirche besitzt eine reiche Barockausstattung.
- Der steinerne Hochaltar steht um vier Stufen erhöht. Dahinter baut sich das Retabel auf. Der Tabernakel steht mittig auf der Mensa er ist von einem muschelförmigen Expositorium für die Monstranz bekrönt. Eine Figur des Erzengels Michael als Drachentöter mit einem Flammenschwert erhebt sich über dem Tabernakel. In der Linken halt hält der Engel ein Schild mit dem Stadtwappen. Rechts und links davon stehen  die Figuren der Apostel Petrus und Paulus auf Konsolen. Oberster Teil des Altares ist ein fürstliches Zelt. Davor thront Maria mit dem Jesuskind auf einer Wolkenbank. Das Jesuskind überreicht der heiligen Katharina von Siena einen Rosenkranz. Links davon kniet der Dominikus mit dem für ihn typischen Attribut des Hundes, der eine Fackel in der Schnauze trägt. An den Seiten sitzen Figuren der Heiligen Jakobus und Johannes. Der Altar wurde 1748 von Hofrat Johann von Pein und seiner Frau gestiftet; das Stifterwappen mit einem Inschriftenband ist über der Darstellung des Michael zu sehen. Er wird Johann Philipp Pütt und dessen Werkstatt zugeschrieben.
- Der Johannes-Evangelist-Altar steht als Seitenaltar vor dem nördlichen Chorpfeiler. Er wurde nach der Bezeichnung im Chronogramm 1769 von Consul Johannes Crux gestiftet. Der Aufbau ist dem des Hochaltares ähnlich. Die Mittelzone mit Maria und dem Jesuskind wird von schräg gestellten Pilastern gerahmt. Maria steht auf einer Mondsichel, das Kind hat eine Weltkugel in der Hand. Rechts und links stehen Figuren des Zacharias und der Elisabeth. Die Figuren des Apostels Johannes und eines kleinen Putto werden auf dem Giebelauszug gezeigt. Die Rocaillevoluten auf der rechten und linken Seite sind mit Putten geschmückt.
- Johannes der Täufer ist der Patron des gleichnamigen Altares, er ist von seiner bewegten Form geprägt. In der Mitte steht eine Herz-Jesu-Figur aus neuerer Zeit. Der Auszug zeigt die Taufe Jesu. Der Altar wurde 1768 von Johannes Crux gestiftet.
- Der Annenaltar an der Ostwand des südlichen Seitenschiffes. Er zeigt klassizistischen Einfluss und wurde zum Ende des 18. Jahrhunderts gebaut. Der dreiteilige Aufbau ist streng gegliedert, er erhebt sich über einer Predella. Die heilige Anna steht mit einem offenen Buch in der Hand unter einer Muschelkalotte in der Mittelnische. Sie unterweist Maria. In dem Auszug darüber steht eine Figur Johannes des Täufers. Auf dem Gebälk, das von je drei korinthischen Säulen getragen wird, sitzen Putten. Rechts und links auf Konsolen der Predella stehen Figuren der Margareta mit dem Drachen und der Katharina von Alexandrien.
- Der Vierzehn-Nothelfer-Altar steht an der Ostwand des nördlichen Querhauses. Er wurde nach einer Bezeichnung 1742 aus Stein gebaut. Das Mittelrelief ist zwischen zwei nach innen gebogene Pilaster eingelassen. Die lateinische Inschrift im Kranzgesims lautet sinngemäß: Dem Beter sind diese Helfer, wenn das Schicksal traurig ist. Das Jesuskind sitzt im Relief mittig im unteren Drittel. Es ist, segnend auf einer Wolke sitzend, von den vierzehn Nothelfern umgeben. Der heilige Liborius sitzt auf einer Wolkenbank über dem Gesims.
- Die Sakramentsnische des 15. Jahrhunderts ist mit Maßwerk gerahmt.
- Das Taufbecken aus der ersten Hälfte des 17. Jahrhunderts ist mit Rollwerkschnitzerei verziert. Es steht im südlichen Seitenschiff auf einem sechseckigen Sockel. Der Deckel und die Taufgruppe stammen aus neuerer Zeit. Die Fassung wurde 1953 erneuert. In den 1960er-Jahren wurden einige Figuren gestohlen und durch neue ersetzt.
- Die Kanzel aus Holz hängt am westlichen Pfeiler des Nordquerhauses, sie wurde 1622 von der Patrizierfamilie Hatteisen gestiftet. Die Figuren der Evangelisten sitzen in kleinen Ädikulä am Kanzelkorb. Der Schalldeckel ist mit einer Figur des heiligen Michael bekrönt. Die Kanzel wurde bei einer Renovierung im Jahr 1994 neu gefasst.
- Eine überlebensgroße Doppelmadonna ist im Chronogramm mit 1677 bezeichnet, sie wurde 1953 neu gefasst.
- Das Epitaph aus Sandstein für von Haxthausen ist mit 1580 bezeichnet. Es ist mit Figuren und Wappen geschmückt.
- Die Fassung des Grabmals aus Gusseisen für Hermann Werner von der Asseburg († 1779) wurde 1999 freigelegt und ergänzt. Die schwarz marmorierte und figurenbesetzte Stele aus Sandstein ist Joseph Stratmann zugeschrieben.
- Die heutige Kommunionbank diente vermutlich vorher als Chorschranke, die den Chor zum Schiff abgrenzte.

Eine bebilderte Dokumentation und Beschreibung der Kirchenfenster, des Grundrisses und der Innenansicht der Kirche befinden sich auf der Internetseite der Forschungsstelle Glasmalerei des 20. Jahrhunderts e.V.

## Orgel
Eine Orgel ist in Brakel seit dem 14. Jahrhundert belegt. 1558 wurde eine neue Orgel gebaut. Die beidseitig bemalten Flügel des Instrumentes von 1558 sind L-förmige Leinwandbilder. Sie wurden 1585 von Gerhard Stratmann gemalt und 1683 von Johann Georg Rudolphi übermalt. Im geöffneten Zustand zeigen sie die Verkündigung an Maria und Anbetung der Hirten, im geschlossenen Zustand die vier Evangelisten in Grisaillemalerei.
Die Orgel wurde von 1975 bis 1977 von dem Orgelbauer Siegfried Sauer (Ottbergen, Höxter) zusammengeführt, ergänzt und  erneuert. Das Instrument hat 36 Register auf drei Manualen und Pedal. 19 Register stammen aus der Vorgängerorgel von August Randebrock (Paderborn) aus dem Jahr 1881. Die alten Orgelflügel wurden restauriert.
| I Rückpositiv C– |           |       |
| 1.               | Gedackt   | 8′    |
| 2.               | Prästant  | 4′    |
| 3.               | Schwiegel | 2′    |
| 4.               | Quinte    | 1 ⁄3′ |
| 5.               | Zymbel II | 1⁄2′  |
| 6.               | Musette   | 8′    |
|                  | Tremulant |       |

| II Hauptwerk C– |                 |       |
| 7.              | Bordun          | 16′   |
| 8.              | Prästant        | 8′    |
| 9.              | Rohrflöte       | 8′    |
| 10.             | Oktave          | 4′    |
| 11.             | Gedacktflöte    | 4′    |
| 12.             | Piccolo         | 2′    |
| 13.             | Sesquialtera II | 2 ⁄3′ |
| 14.             | Mixtur V-VI     | 2′    |
| 15.             | Scharff III     | 1′    |
| 16.             | Fagott          | 16′   |
| 17.             | Trompete        | 8′    |

| III Schwellwerk C– |                   |        |
| 18.                | Holzflöte         | 8′     |
| 19.                | Weidenpfeife      | 8′     |
| 20.                | Traversflöte      | 4′     |
| 21.                | Nasat             | 2 ⁄3′  |
| 22.                | Prinzipal         | 2′     |
| 23.                | Terzsept II       | 1 3⁄5′ |
| 24.                | Fourniture III-IV | 1′     |
| 25.                | Hautbois          | 8′     |
| 26.                | Trompete          | 4′     |
|                    | Tremulant         |        |

| Pedal C– |               |         |
| 27.      | Holzprinzipal | 16′     |
| 28.      | Subbass       | 16′     |
| 29.      | Quintbass     | 10 2⁄3′ |
| 30.      | Prinzipalbass | 8′      |
| 31.      | Gedacktbass   | 8′      |
| 32.      | Choralbass II | 4′      |
| 33.      | Piffaro II    | 4′      |
| 34.      | Hintersatz V  | 2 ⁄3′   |
| 35.      | Posaune       | 16′     |
| 36.      | Trompete      | 8′      |